# Martailly-lès-Brancion
Martailly-lès-Brancion település Franciaországban, Saône-et-Loire megyében. Lakosainak száma 124 fő (2022. január 1.). Martailly-lès-Brancion La Chapelle-sous-Brancion, Chapaize, Chissey-lès-Mâcon, Cruzille, Grevilly, Ozenay és Royer községekkel határos.

## Népesség
A település népességének változása:
| Lakosok száma | 120  | 135  | 149  | 142  | 142  | 143  | 137  | 130  | 124  |
|               | 2013 | 2015 | 2016 | 2017 | 2018 | 2019 | 2020 | 2021 | 2022 |